# Državna skupščina Republike Baškortostan
Državna skupščina — Kurultaj (baškirsko Дәүләт Йыйылышы — Ҡоролтай; rusko Государственное собрание — Курултай) je vrhovni predstavniški in zakonodajni organ Republike Baškortostan. Njeni člani so izvoljeni za mandat petih let.
Pristojnost državne skupščine vključuje sprejemanje in spreminjanje ustave Baškortostana, opredelitev notranje in zunanje politike, upravljanje sprememb meja, opredelitev upravne in teritorialne strukture, glaosvanje o državnem proračunu.
Leta 1995 je nasledil vrhovni sovjet in ima dva domova: predstavniški dom in zakonodajni dom. Predsednik državne skupščine predseduje obema domovoma.
Predsednik državne skupščine je Konstantin Tolkačov, in sicer od marca 1999.